# ديدشوت
ديدشوت (بالإنجليزية: Deadshot)‏ هو شخصية خيالية يظهر في القصص المصورة التي تنشرها دي سي كومكس عادة كعدو لباتمان. في العادة كان يظهر كشرير لكن في أدواره الأخيرة أصبح يظهر كبطل مخالف للعرف. ظهر للمرة الأولى في يونيو 1950 وهو من ابتكار بوب كين، ديفيد فيرن ريد ولو شوارتز. هو القناص الأكثر دموية ودقة في عالم دي سي وهو عضو في الفرقة الانتحارية. لعب ويل سميث دور ديدشوت في فيلم الفرقة الانتحارية الذي صدر في سنة 2016. كما ظهرت الشخصية في مسلسل السهم.